# 還珠格格
《還珠格格》是一部由臺灣言情小说作家瓊瑤擔任編劇的古裝言情電視劇。全劇分爲三部，第一部於1998年首播，第二部於1999年首播，第三部於2003年首播，後被改编为同名小說《還珠格格》。

## 背景
《還珠格格》第一部和第二部是由台湾怡人传播和湖南華夏影視傳播有限公司（湖南经济電視臺旗下）合作拍攝，第三部是由香港可人娛樂國際有限公司（後改名為怡人娛樂，歸入神藝文化）和湖南華夏影視傳播有限公司（已劃歸湖南衛視）合作拍攝。第一部拍摄于1997年7月18日至12月23日，並於1998年4月28日起由中視首播，随后在东南卫视、河南卫视上星首播，2003年在湖南卫视晚间金鹰剧场精编重温，之后中国各地面频道亦会授权购买该剧在本地的播出权。
《还珠格格》第一部和第二部由趙薇、林心如、蘇有朋和周杰主演；第三部除了飾演福爾康的周杰、溫海波饰演的福倫、劉芳饰演的福晉和從第二部開始出現的王艳饰演的晴儿、赵敏芬所饰太后外，其他主演换成黄奕、古巨基以及马伊俐。還珠格格第三部之天上人間也是古巨基继《情深深雨濛濛》后再次出演琼瑶剧。第一部24集，第二部48集，第三部天上人間40集，總共112集。
《還珠格格》系列電視劇之片頭畫面，節目名稱字樣則採用淡古印體，不同於皇冠文化出版之瓊瑤原著小說封面所採用之仿宋體。

## 选角
第一季
- 夏紫薇一角原由陈德容饰演但因為檔期無法配合。之后赵薇被琼瑶相中饰演小燕子，因而改由林心如饰演紫薇。
- 因小燕子一角有不少打戏，而由李婷宜饰演，但因同時在拍摄电影猛龙过港，被經紀人陷害自願放棄而辞演。后因赵薇演艺学院的老师推荐琼瑶安排赵薇尝试饰演小燕子，而成功接演此角色。
- 永琪、福尔康、福尔泰原由当时红极一时的台湾天团小虎队饰演，后因成员之一吴奇隆需要服兵役而辞演，后改由被琼瑶相中的周杰饰演。
- 乾隆原由刘德凯饰演因档期问题而辞演，后改由张铁林饰演。
- 皇后一角原由刘雪华饰演，因此剧剧本与以往的琼瑶剧不同而辞演，后再改由戴春榮演出。

第二季
- 簫劍原由林瑞陽饰演因私德问题而辞演，后改由朱宏嘉饰演。

## 故事情节
《還珠格格》故事背景為清朝乾隆年间，电视剧内容与小说情节大致相同。

### 第一部（1998年）
乾隆二十四年，北京城内大雜園的孤儿小燕子是个劫富济贫的女飞贼，有一天偶然发现贪官梁廷桂强行逼婚，在大闹婚礼的过程中结识了济南女子夏紫薇。二人情投意合，在结拜为姐妹的那晚，紫薇对小燕子坦白自己的身世，原来，紫薇其实是乾隆皇帝的私生女。十八年前，乾隆在济南的大明湖畔结识了紫薇的母亲夏雨荷，二人相爱。乾隆离开雨荷之后始终没有回来，而雨荷却有了乾隆的骨肉。雨荷生下紫薇后，为乾隆苦等一辈子，临终时把这件事告诉了紫薇，要她去京城找她的父亲。
面见圣上并非易事，小燕子热心为紫薇想办法混入宫，但在阴差阳错中却与紫薇互换了身份，被乾隆认定为自己和夏雨荷的女儿，封为“还珠格格”，但对外只称是义女。紫薇却落得一无所有，连唯一的证物都失去了。乾隆为庆贺重获爱女，为小燕子举行祭天的仪式，仪仗队伍行经市街，正巧被紫薇及其丫环金锁看到。激动之余，紫薇追赶轿队，因而被看守官兵殴打以致昏倒在地，被大学士福伦之子福尔康所救。福府在知道其身世后将她收留。
小燕子并非无义之人，多次试图向「皇阿玛」解释，却一直没有成功，因为得知如果贸然告诉乾隆真相，自己会因欺君之罪而被砍头，矛盾不已。皇宫里的生活让天真活泼的小燕子无所适从，闹出不少笑话，也结识了五阿哥永琪，和福家的二子尔康、尔泰。他们得知了小燕子和紫薇的关系之后，安排小燕子偷偷出宫与紫薇见面。见面后，宽容的紫薇谅解小燕子的难处，两姐妹冰释前嫌。另一方面，尔康和紫薇在相处之中慢慢爱上彼此，小燕子与永琪也渐生情愫。而看不惯小燕子不守规矩的皇后和她身旁的容嬤嬤，成了小燕子的頭號敵人。
为了尽快让乾隆解除对小燕子的误会，小燕子将紫薇弄进宫做贴身丫头，但两人情同姊妹的感情渐渐让周围的人产生怀疑。而乾隆对紫薇也有说不出的亲切感，引起了皇后的妒意。皇后将紫薇关进密室严刑虐待，小燕子请乾隆出面对付皇后，总算化险为夷。之后，乾隆决定微服出行，并同意带小燕子和紫薇同行。大家秘密商量，希望利用这段时间让乾隆自己猜透紫薇的真正身份，又不迁怒于小燕子。出行期间，小燕子一路的打抱不平，紫薇的才艺超群与善解人意，让乾隆和大臣们纷纷称赞，而小燕子和永琪、紫薇和尔康的感情也日益加深。有一天他们遇上一次庙会，人群中遇到叛党企图刺杀乾隆，紫薇舍身为父挡刀，生命危急中，紫薇请求乾隆，不论小燕子犯了什么错，都饶小燕子不死。所幸，紫薇拔刀成功，身体日益康复，乾隆因为她的出色英勇而对她敬慕有加，并暗示想把紫薇纳为妃子。
某日，西藏土司巴勒奔及其女赛娅公主來到京城進行國是訪問，紫薇相认的计划被迫暫停。比武大会中，尔康的好身手让赛婭对尔康心生爱慕。因此，巴勒奔和乾隆决定促成赛婭和尔康的联姻。这一决定让小燕子等人焦虑万分，冲动的小燕子当着众人的面说出了紫薇的真相，皇后也趁机拱火，乾隆震怒，将紫薇、小燕子和金锁打入宗人府监牢。皇后决定顺手推舟，在宗人府接到乾隆的命令前，便指使梁廷桂对三位女子严刑逼供逼她们承认图谋刺驾，待取得画押就杀死三人。乾隆回想过往，态度逐渐软化，决定亲自去宗人府释放她们。而心急如焚的永琪等人，等不到乾隆的释放命令，便找来小燕子的宮外好友柳青、柳红一同劫狱。最后，紫薇等人一同回宫向乾隆求情，乾隆最终原谅了他们，紫薇也与皇后化干戈为玉帛。尔泰为了化解哥哥的难处，主动接近塞娅，塞娅发现尔泰才是自己的意中人，要求父親和乾隆修改旨意。
故事的最后，乾隆册封紫薇为「明珠格格」，改小燕子的「还珠格格」为「还珠郡主」，册封尔泰为貝子，还为尔康、永琪指婚，三对有情人终成眷属。

### 第二部（1999年）
乾隆二十五年，回疆王阿里和卓及其女含香公主來到北京與乾隆帝會面建交。含香公主不得不与乾隆和亲，被乾隆帝纳为香妃。含香身上自带一种無法除去的香味，加上她的美貌，吸引了乾隆皇帝。但是含香並不喜歡乾隆皇帝，她真正喜歡的是青梅竹馬蒙丹。兩人曾經私奔七次，但皆因阿里和卓的阻撓封殺而失敗。蒙丹一直追到北京，遇上了小燕子及爾康等人，在柳青、柳红新开的会宾楼住下。
另一方面，小燕子及紫薇在宫中的生活仍然风波不断，上演了一齣齣悲喜剧。此时的小燕子虽然被改为郡主，但仍被称为还珠格格。被大家尊称“老佛爷”的太后回宫，且又適逢令妃怀孕（后生下十五阿哥）。在容嬷嬷挑唆下，皇后为了确保十二阿哥的储位，又想借助老佛爺的势力扳倒两个民间格格。老佛爺厌恶小燕子缺乏教养，也厌恶紫薇的来历和身世，不相信紫薇是自己的孙女，认为她们配不上永琪和福尔康，更愿意让福尔康娶无疑出身皇室的晴儿。小燕子和紫薇在宫中不凡的际遇和个性，让宫中很多年轻的一代感到非常亲切，其中包括在回疆长大香妃，也包括深受老佛爺宠爱的晴兒。晴兒主动和她们建立很深的友谊，经常在老佛爺面前帮助小燕子和紫薇说话。因皇后陷害，紫薇被怀疑对乾隆用巫蛊，遭到用刑，几乎死去，幸得晴儿澄清；小燕子不堪学业压力，一度逃出皇宫却被黑心棋社扣为苦工。永琪和福尔康都表示为了和爱人在一起宁愿抛弃官爵当平民，感动太后。而香妃与蒙丹的事也成为了大家共同的秘密。大家非常希望能夠帮助香妃逃离皇宫，讓她与蒙丹远走高飞。经过一系列周密计划的布置，他们终于成功將含香秘密帶離皇宮。但是容嬷嬷发现破绽，皇后派手下巴朗砸了会宾楼，取得证物。乾隆得知后大发雷霆，这时又有官员去济南访得夏家亲人进宫作证紫薇出生于乾隆当初离开济南后一年多，乾隆更以为自己受到夏雨荷的欺骗、所谓认亲皆是弥天骗局，下令斩首两位民间格格。危急时刻，爾康、永琪、柳青、柳红、蒙丹和在会宾楼相识的箫剑劫囚車，救了小燕子和紫薇，再救了被流放的金锁。
自此，众人开始了浪迹天涯之旅。一边逃离官兵的追捕，一边在各种事件中加深了彼此的认识，增进了彼此的感情。在逃亡途中，紫薇因被皇上的追兵所害到眼睛因伤失明，后又复原；金锁跌落悬崖脚脱臼，在柳青照顾的期间与柳青渐生感情；箫剑因照顾小燕子而被永琪吃醋，无奈说出他是小燕子失散多年的亲哥哥。而皇宫中，乾隆在令妃劝说下为失去两位曾带给他很多欢笑的格格而悔恨不已，太后也被触动，皇后则想尽办法为斩草除根而追杀他们，而众人则以为杀手是乾隆所派。最后，乾隆決定亲自去南阳接众人回宫，双方解除了误会，乾隆也表态不在意他们是否帮助含香逃跑、紫薇是否他的女儿，还赐小燕子和紫薇各一金牌令箭，每个可免人三次死罪。紫薇等人深受感动，决定回宫，这让一直主张去云南大理定居的箫剑大为失望，因冲动险些抖出他和小燕子的杀父之仇的真相。原来，箫剑与小燕子的杀父仇人正是收小燕子为义女、被小燕子唤为“皇阿玛”的乾隆！
秘密最终被守住，除了因已嫁给柳青从此在宫外生活的金锁以外，一行人风风光光地回宫。巴朗被擒，供出巫蛊系皇后陷害、夏家亲戚系被收买作伪证。乾隆怒令处决皇后和容嬷嬷，紫薇却用金牌令箭免她们死。在教训了皇后，感化了容嬤嬤之后，乾隆亲自参加了会宾楼的重新开张，也为小燕子与永琪、紫薇与尔康两对新人举行了正式的婚礼。婚礼之夜，箫剑与晴兒邂逅，两人一见钟情。而婚礼中也发生了乌龙意外，紫薇和小燕子的花轿路线被弄反。

### 第三部（2003年）
本剧裡柳青、金锁、柳红不再出现，仅透过对白交代柳青与金锁育有一子一女，柳红則嫁到天津。
乾隆二十七年，小燕子虽然已与永琪完婚，依旧是笑话常闹，祸事不断的“开心果”。某日，乾隆率隊出發“南巡”，途中來到了山東，不料入境後所到之處卻一片乾旱，災民個個苦不堪言，小燕子亦決定將馬車上的糧食分配給災民，讓他們別再亂吃。後來，當地巡撫方式舟为了讨好乾隆，以山珍海味款待，小燕子、永琪、尔康、紫薇联想到灾民惨状，忍不住將酒席食物全分給災民，乾隆與老佛爺也被他们的正义行为所感动。經過簫劍調查，這一切的一切全都是方式舟搞的鬼，小燕子在酒席上發現方式舟早已逃亡，她連同永琪、尔康、箫剑亦快馬加鞭緝拿方式舟，最終順利將其逮回並就地正法。離開山東後，晴儿和箫剑陷入相爱却不能相聚的痛苦之中，小燕子意识到哥哥的痛苦，到了杭州，她与永琪、紫薇、尔康商量好，偷偷安排了一条船，掩护晴儿与箫剑相会。卫兵误以为刺客，欲登船擒拿，小燕子等人仓卒出手，打斗惊动了乾隆和老佛爺，也暴露了晴儿与箫剑的恋情而受到老佛爺的斥责。
此时乾隆无心关注儿女之事，他的心已被青楼美女夏盈盈所迷，并宣称要封夏盈盈作妃子，此事惊动了老佛爺和皇后，皇后为保全皇帝的声誉，呈血书恳切力谏，皇后看破紅塵，在眾人面前斷髮，乾隆因而震怒，将皇后遣回京城，即刻起入住冷宮「靜心苑」，永遠不能再住坤寧宮。皇后几年来洗心革面修复的夫妻之情倾刻化为乌有，最终只能面对“削发为尼”的结局。
皇后被遣返後，大家认识了海宁陈邦直的小女儿知画，老佛爺看她温柔娴雅，又多才多艺，决定把她带回京城，而她的父母竟然毫不犹豫地答应了。晴儿看到知画来到老佛爺身边，决定和箫剑远走高飞，尔康又假传圣旨，用金牌令箭放走了他们，乾隆大发雷霆，將爾康關入杭州大牢並押解回京問罪，這些狀況讓乾隆沒有心情玩樂了，決定就此打道回宮。无奈箫剑和晴儿这对苦命鸳鸯又赶了回来，爾康也同時被釋放。
回到京城，老佛爺查清了小燕子兄妹的身世，为防不测，将箫剑囚禁起来。在营救过程中，小燕子知道了杀父仇人竟然是最亲近的皇阿玛，从此，她对永琪的爱渐渐冷却，对乾隆的恨渐渐加深。为了保守秘密，太后提条件让永琪娶知画，婚礼当天就会放了箫剑，小燕子为了救哥哥，只好忍痛割爱，无奈之下，永琪和知画完成了婚礼。他们成亲以后，小燕子与知画的冲突不断，知画为了得到永琪，也与小燕子展开強烈的三角關係。簫劍被释放后逃至雲南大理。
乾隆三十年的秋天，清緬戰爭開戰，傅恆、永琪、尔康奉乾隆之命出征雲南，永琪、尔康亦在當地與簫劍重逢，而簫劍身為他們的好友，當然也跟著一同參戰。這場戰役足足打了三個月，缅甸王猛白的象兵部隊讓清軍飽受威脅、傷亡慘重，不過由於傅恆在普騰之戰成功收復九龍江，最後猛白決定休兵停戰、並帶領象兵部隊連夜退近虎踞關。虽然清军大胜而归，但是尔康卻战死沙场，使得紫薇悲痛欲绝，为了与在天国的爱人相会，紫薇跳下了幽幽谷，谷底突然飞出成千上万的蝴蝶，组成彩色的云团托起紫薇，迷幻中有人告诉她：尔康並没有死。就在大家沉浸在悲痛之时，知画产下一子，取名绵亿，这使小燕子的醋意更加浓密。後來乾隆封永琪为荣亲王，尔康为献亲王。而且知画因有子被封为荣亲王嫡福晋，小燕子的地位遭到打压。
其實尔康真的没有死，缅甸八公主慕沙在刀光剑影中爱上了尔康，乘尔康受伤将其抢回行宫用“调包”的假象蒙骗了永琪，也蒙骗了紫薇，因受伤而意识模糊的尔康错把公主当成紫薇，深陷緬甸，被迫成亲还在异国染上了药瘾。箫剑知道此事后来到北京，告诉紫薇真相，虽然没有把握，但是紫薇深信这是真的。大家面见乾隆，乾隆逼问箫剑的来历，知画把真相揭开，箫剑和小燕子因为仇恨而失去理智，箫剑上去掐住乾隆的脖子，小燕子拔下永琪的剑刺向乾隆，永琪奋力抢救，永琪手腕被重重地划了一刀，并要挟箫剑放手。箫剑又要除掉永琪，被小燕子制止。小燕子心中的仇恨之火终于被永琪、紫薇的真爱之泉所浇灭。经过乾隆调查，当年箫剑和小燕子父母遇害的内情有了水落石出，罪魁祸首竟是当初在南巡时就早已伏法的山东巡撫方式舟，两兄妹对乾隆的仇恨也因此化解。
紫薇决定南下寻夫，永琪为了小燕子也决定放弃榮華富貴，离开皇宫，乾隆不但成全了他们，也成全了箫剑和晴儿这对苦命鸳鸯。离开时，知画抱着绵亿追着永琪，小燕子也终于知道知画对永琪的感情，但是马车头也不回地走了。
一行人历经千辛万苦，终于在缅甸找回尔康，不料尔康早已被慕沙派人埋伏在身邊，慕沙也在得知尔康被帶走後率兵追了上去。一行人決定停下來迎戰，途中小燕子與永琪還向慕沙稍微過兩招，接著紫薇與福倫出面勸說，使得慕沙最終决定放過他，让他跟紫薇继续“生死之交”。乾隆接到众人的信后，称信中说永琪已在拯救尔康期间病逝，并为永琪办了丧禮，但知画完全不相信。另一方面在靜心苑，皇后的身體狀況越來越差，最終病逝，容嬷嬷亦接著切腹自杀，殉主歸天。
成功救回爾康后，一行人來到了大理，但并未遇到麦尔丹和含香；尔康染上的药瘾，在紫薇的照料下成功戒除。为了庆祝尔康戒药成功，同时让晴儿和箫剑如愿，他们办了一个各个民族聚集的婚礼，婚礼中得知小燕子怀孕。翌日尔康和紫薇必須要回到北京，大家恋恋不舍。
十四年後，隐居在大理的永琪和小燕子早已儿女满堂，永琪行医为生。某一天乾隆及爾康到訪。小燕子依照当初和紫薇的约定，为大女儿取名南儿。箫剑和晴儿带着兩儿兩女相聚。不知道乾隆真实身份的南儿只当他是同族的长辈，在席间敬酒时礼貌地称他为爷爷。众人亦知悉知画不愿改嫁，和紫薇已成为密友。三代人欢聚一堂，阵阵笑声久久回荡在天上人间。還珠格格的所有故事也就此全都結束了。

### 三部故事的关联
《还珠格格》的三个部分除了以主人公的遭遇为主线之外，也有一些值得玩味的小关联。
- 在第一部的故事中，有一次小燕子与乾隆谈到缅甸、新疆、准噶尔的边疆问题，并闹出了“面店”、“生姜”的笑话。而在第二部和第三部的故事情节中，分别来自新疆和缅甸的新角色（如香妃、慕沙）被加入到故事的情节中。可以说，第一部中的这个桥段，成了后面故事情节中的引子。
- 故事中有一首歌曲《今日天气好晴朗》被主人公们经常演唱，这首插曲在三部故事中均有使用，也作为了第一部和第三部故事的结束曲。这使得这个旋律也成为了整个故事的一条线，牵连起《还珠格格》的三部曲。

## 角色列表
故事中的主角除乾隆帝、令妃、皇后、含香、太后、永琪（五阿哥）、纪晓岚、傅恒、鄂敏和猛白外，其餘皆為虛構人物。

### 主要演员列表
| 角色           | 演員           | 演員           | 演員   | 粤配                                          |
| 角色           | 第一部         | 第二部         | 第三部 | 粤配                                          |
| 小燕子（方慈） | 赵薇           | 赵薇           | 黄奕   | 周文瑛（S1-S2、S3影碟） 刘惠云（S3） 鄭麗麗   |
| 夏紫薇         | 林心如         | 林心如         | 马伊琍 | 曾秀清（S1-S3） 朱妙蘭（S3影碟）              |
| 福尔康         | 周杰           | 周杰           | 周杰   | 雷霆（S1-S3） 羅偉傑（S3影碟）                |
| 永琪           | 苏有朋         | 苏有朋         | 古巨基 | 陳廷軒（S1-S2） 原声（S3） 蘇強文             |
| 乾隆           | 張鐵林         | 張鐵林         | 狄龍   | 陳旭明（S1-S2） 原声（S3）                    |
| 皇后           | 戴春榮         | 戴春榮         | 姜黎黎 | 姜麗儀（S1-S2） 蔡惠萍（S3） 羅嘉玲（S3影碟） |
| 令妃           | 趙麗娟（娟子） | 趙麗娟（娟子） | 陈莉   | 譚淑嫻（S1-S2） 沈小蘭（S3）                  |
| 容嬤嬤         | 李明启         | 李明启         | 喬琛   | 徐愛貞（S1-S2） 林丹鳳（S3） 朱妙蘭（S3影碟） |
| 桂嬤嬤         |                | 翟月荣         | 周桂云 | 盧素娟（S3）                                  |
| 金锁           | 范冰冰         | 范冰冰         | -      | 吳小藝（S1-S2） 劉惠雲                        |
| 柳青           | 陸詩雨         | 陸詩雨         | -      | 李家輝（S1-S2）                               |
| 柳紅           | 陈莹           | 陈莹           | -      | 黃玉娟（S1-S2）                               |
| 太后           | -              | 赵敏芬         | 赵敏芬 | 譚淑英（S2） 黃鳳英（S3） 黃玉娟（S3影碟）    |
| 簫劍（方嚴）   | -              | 朱宏嘉         | 黃曉明 | 黃志成（S2） 蘇強文（S3） 陳廷軒（S3影碟）    |
| 晴兒           | -              | 王艳           | 王艳   | 劉惠雲（S2） 林元春（S3）                     |
| 福爾泰         | 陳志朋         | -              | -      | 陳志強（S1）                                  |
| 賽婭           | 张恒           | -              | -      | 龍德瓊（S1）                                  |
| 夏雨荷         | 林心如         | -              | -      | 曾秀清（S1）                                  |
| 福倫           | 溫海波         | 溫海波         | 溫海波 | 黃志明（S1-S2） 林國雄（S3）                  |
| 福晉           | 劉芳           | 劉芳           | 劉芳   | 譚淑英（S1-S2） 袁淑珍（S3）                  |
| 含香           | -              | 劉丹           | -      | 程文意（S2）                                  |
| 蒙丹           | -              | 牟凤彬         | -      | 梁志達（S2）                                  |
| 夏盈盈         | -              | -              | 蔣勤勤 | 黃麗芳（S3）                                  |
| 陈知画         | -              | -              | 秦嵐   | 陸惠玲（S3）                                  |
| 慕沙           | -              | -              | 劉濤   | 梁少霞（S3） 黃玉娟（S3影碟）                 |
| 猛白           | -              | -              | 臧金生 | 陳永信（S3） 黃志明（S3影碟）                 |
| 小鄧子         | 薛嚴           | 薛嚴           | 翟羽佳 | 陳卓智（S3）                                  |
| 小卓子         | 李楠           | 刘伟           | 张桐   | 梁偉德（S3）                                  |
| 明月           | 魚夢潔         | 魚夢潔         | 龚艳   | 姜麗儀（S1-S2） 鄭麗麗（S3） 黃玉娟（S3影碟） |
| 彩霞           | 劉芳毓         | 李冰俏         | 杜敏赫 | 黃玉娟（S1-S2） 梁少霞（S3）                  |

### 主要角色介紹
小燕子
本名方慈，又称还珠格格、還珠郡主、還珠公主，性格活泼又非常叛逆，會點功夫，原是一個在京城生活的穷苦孤兒，靠小偷小盗、劫富济贫为生。一次巧合，小燕子遇見夏紫薇，與她結拜為金蘭姊妹，后来由於一連串的誤會，小燕子被乾隆皇帝误当成他的私生女而被封作“還珠格格”，身世大白后被撤去格格封号，改封郡主，但仍被众人称作格格。古靈精怪的小燕子在皇宮中引發一系列啼笑皆非的趣事以及與皇后、太后为代表的傳統勢力的進行對抗。小燕子的歷史原型為愛新覺羅·永琪的嫡福晉西林覺羅氏。
永琪
乾隆的第五個皇子，也是最喜愛的兒子。有才氣，孝顺而且精通武功。永琪与大臣福伦的兒子福爾康和福爾泰是挚友。在一次皇家狩獵中，无意中射傷了小燕子。小燕子进皇宫後，永琪已喜愛上了她的率真和独特魅力。得知她不是自己的妹妹之後，便愛上了她。经过一系列的风波，最终娶小燕子为妻。然而在第三部中，為了拯救箫劍的性命被迫再娶知畫為福晋，最終，和小燕子離開皇宮隐居雲南大理。
夏紫薇
又称紫薇格格、明珠格格、明珠公主，與小燕子性格相对，是個典型的琴棋書畫無所不精﹑温婉嬌柔的才女。她是乾隆皇帝與她的母親——民间女子夏雨荷所生的私生女。入京尋父屢屢碰壁，卻在認識小燕子后命運發生改變。曾一度因為備受寵愛的晴兒而有些嫉妒，後與其成為好友。儘管多次在皇宮內被刑求，甚至因亲戚被皇后收买作伪证而一度被认为假冒皇女判处死刑，仍然以德報怨最終獲得了皇后及太后的認可。夏紫薇的歷史原型為乾隆皇帝第四女和碩和嘉公主。
福爾康
夏紫薇丈夫，乾隆皇帝驸马。福家大公子，其父福伦为内阁大学士、忠勇一等公；其弟福尔泰为西藏驸马。他英俊瀟灑、知書達禮、身手不凡，不過性格有时衝動暴躁，是乾隆皇帝的御前侍衛。尔康在一次巡遊中遇上了真正的皇女紫薇，並從紫薇近乎失去理智的呼喊中聽出事情的蹊蹺，旋即帶紫薇回到府上，並悄悄地愛上了她。尔康命中犯桃花，接连不断地有女人为他倾心：誉亲王的独生女晴儿在三年前的一个雪夜里对他产生了绵绵情意；西藏土司巴勒奔最宝贝的女儿赛娅在比武中输给了他，他成为她第一个动心的男子；金锁对他有情有意，甘愿以身为妾，侍候他一辈子；缅甸王的八公主慕沙也爱得他入骨；但是对于这一些痴情女子，福爾康只能说声对不起。因为自从他遇见了紫薇，他的心就再也没有变过。
福爾康的歷史原型為一等忠勇公福隆安。

## 拍摄地点

### 《还珠格格》第一部
- 北京电影制片厂（北京电影旅游城）明清风情街：

所有民间街道戏份：抛绣球，刺杀乾隆，采莲卖身，紫薇拦轿子，小燕子卖艺&抓小偷等
- 河北承德避暑山庄：

烟雨楼：漱芳斋
文津阁：坤宁宫大厅
环碧：坤宁宫后殿（容嬷嬷的小黑屋）
卷阿胜境：学士府大厅
畅远楼北门：学士府正门
莹心堂：学士府客房、令妃延禧宫、永琪景阳宫
莹心堂东配殿：纪晓岚的教室
水芳岩秀：乾隆的乾清宫、卧室、书房
法林寺：大杂院
万壑松风：出巡路上居住的所有客栈
春好轩：假扮新娘的梁大人府
望鹿亭：永琪表白，永琪和福家兄弟争吵论君臣纲常
德汇门：柳红找宫女打听小燕子的下落
丽正门：主要进出皇宫的大门
宫门：进出皇宫的侧门
金山：小燕子扮成小太监与永琪尔泰比划拳脚
旷观：尔康四处找留书出走的紫薇
芳诸临流：尔康紫薇私聊
晴碧亭旁边的桥：尔康柳青私聊
水心谢西南的湖边：尔康紫薇私聊
水心谢：乾隆夏雨荷私聊
勤政殿遗址：与西藏武士比武的演武场
芝径云堤牌坊：出巡路过看风景
月色江声洲西边的空地：写诗送老铁
万树园：所有树林的景
- 北京恭王府后花园:

妙香亭：最美的小鹿最糊涂的猎人
安善堂北平台（现被修缮为北卷）：乾隆乱点鸳鸯谱、乾隆和西藏王私聊等
独乐峰：背《古从军行》
西洋门：福家学士府后门
牡丹园：紫薇进宫后容嬷嬷的凝视、令妃带小燕子参观御花园的景之一
滴翠岩西：小燕子教训容嬷嬷
蝠池、邀月台：其他紫禁城御花园的戏
- 河北承德滦平转山湖风景区：

闯围场爬的峭壁、幽幽谷（剧中别名银杏坡，也是尔泰塞娅约会的山谷）、紫薇藏身的茅草屋
- 木兰围场：

所有草原、骑马的戏份
御道口月亮湖：出巡时野餐、小燕子赌气落马滚下的山坡（仅替身扮演的镜头）、大结局最后一个镜头众人策马奔腾的湖边（仅替身扮演的镜头）等
乌兰布统风景区（即解放军红山军马场）：围场狩猎、小燕子中箭的白桦林、大结局主演合唱等
- 河北承德普宁寺：

乾隆接见西藏王
- 北京盛世南宫文化影视城（即北普陀影视城）：

红楼梦园：大明湖畔夏雨荷家、紫薇拔刀养伤的丁大人家
- 北京景山公园：

万春亭东边的“京华揽胜第一处”平台：紫薇金锁小燕子远眺紫禁城

### 《还珠格格》第二部
- 北京电影制片厂（北京电影旅游城）明清风情街：

格格砍头游行、永琪卖艺（部分）、“我有哥哥啦”、悦来客栈下马
西北角寺庙：乞丐装鬼的破庙
东南四合院左：锤子砸脚的洛阳四合院
东南四合院南边的过道：大染缸之斗
- 清华紫光文创园南口园（原 老北京风情园影视城）

绝大部分民间街道戏份（除在北京电影制片厂之外的所有）：帽儿胡同、聚贤大会、斗鸡、救苏苏、救小鸽子、“抢亲”、卖艺挣钱、下棋弄丢紫薇、卖柿子等
一号院北屋二层：乾清宫、永琪景阳宫婚房、玩烟花时漱芳斋房顶外景
二号院北屋一层：令妃延禧宫、尔康学士府婚房、乾隆与逃亡中的孩子们吃饭
八角楼：会宾楼外景
八角楼东北方向某建筑一层：香妃宝月楼内景
某房间：“两个香炉”的客厅、翰轩棋社大堂
某房间：尔康点亮无数蜡烛
微缩景园小南门：紫禁城神武门（第二部进出紫禁城的城门）
微缩景园正门前的广场：风雅存大戏台（香妃初舞台、乾隆过生日）
和府：皇后坤宁宫
和府北院：小燕子练剑、蒙丹发狂
和府南院：尔康箫剑私聊
纪府：景阳宫书房内景、学士府内景
- 北京大观园

所有出现垂柳的景
紫菱洲（缀锦楼）：香妃宝月楼外景
顾恩思义殿：太后慈宁宫外景
省亲别墅牌坊：紫燕大婚迎亲
栊翠庵（妙音香界）：小燕子上房顶抓鹦鹉
饮碧涵红亭：乾隆阿里和卓私聊、尔康晴儿私聊
红香圃：众人采花瓣准备花瓣澡
花溆假山：晴儿尔康私聊、尔康紫薇私聊
怡红院后院：小燕子梦中背诗、乾隆大寿晚宴看烟花
怡红院北的溪边的假山：小燕子和众人抓鹦鹉
藕香榭：紫燕告诉乾隆香妃变成蝴蝶飞走了
- 北京恭王府后花园

其他紫禁城御花园的戏份：抓皇后的卧底、围观皇后被蜜蜂蛰、永琪尔康讨论三月限期等
安善堂北平台（现被修缮为北卷）：众人围观小燕子大闹御花园等
滴翠岩：小燕子大闹御花园爬的假山
牡丹园：香妃引蝴蝶、小燕子引蜜蜂
湖心亭东：领萨满法师穿过皇宫
- 北京虎峪自然风景区

虎峪沟：尔康箫剑私聊文字狱
- 北京醇亲王墓

碑亭石桥：箫剑出走尔康劝回
- 北京康西草原

阿里和卓进出京经过的草原、小含香小蒙丹玩耍约会的草原
- 河北张家口天漠影视公园

含香蒙丹翻越天山私奔
- 北京八一（王佐）影视基地

城门：偷运香妃出宫、柳青柳红想救入狱的格格
- 北京北海公园静心斋

紫薇小燕子带含香逛紫禁城、永琪尔康讨论太后的三个月时限、尔康紫薇聊纳妾的问题
- 北京市劳动人民文化宫

太庙：迎接老佛爷回宫、乾隆接见阿里和卓
- 北京梅兰芳故居

南阳贺家的所有戏份：送小鸽子、金锁柳青婚礼、永琪和箫剑打架等

## 原声带
《还珠格格》第一部的主题歌曲由上华国际唱片公司提供，插曲由中国大陆作曲家徐景新创作，歌唱家方琼配唱，配乐方面则主要选材自日本作曲家川井宪次的《乱马》剧场版原声音乐，以及台湾作曲、指挥家陈云山和台北世青国乐团演奏的《封神榜琵琶协奏曲》。
从《还珠格格》第二部开始，琼瑶成立个人的唱片公司可人唱片，后改名怡人唱片，由台湾音乐人李正帆、左宏元、吕祯晃、涂惠源等人负责制作后来的主题歌曲及插曲。

### 原声带发行列表
- 琼瑶两大最新巨著「两个天堂」系列：还珠格格、苍天有泪 小说配乐 (1998年3月)

非卖品CD，随小说附送，琼瑶作词，徐景新作曲。
- 还珠格格 苍天有泪 琼瑶大卖连续剧全纪录 (1998年9月)

原声EP，上华唱片发行。
- 还珠格格 八点档冠军大戏 (1998年9月)

李翊君EP，上华唱片发行。
- SWALLOW 小燕子（英语：Swallow (Zhao Wei album)） (1999年4月21日)

赵薇专辑，可人唱片授权，艾回唱片台湾发行，中国唱片广州公司大陆出版发行。
- 还珠格格音乐全纪录 (1999年6月)

可人唱片授权，艾回唱片台湾发行，中国唱片广州公司大陆出版发行，收录第一部插曲及第二部主题曲、插曲。
- 还珠格格Ⅲ天上人间音乐全纪录 (2003年7月)

怡人唱片授权，艾回唱片台湾发行，湖南金蜂音像出版社大陆出版发行，收录第三部主题曲及插曲。

### 主题曲与片尾曲设置
- 第一部

中視首播片頭曲─動力火車「當」，中視首播片尾曲－李翊君「雨蝶」。
中視及東森重播片頭曲─趙薇「不能和你分手」，中視及東森重播片尾曲－趙薇「有一個姑娘」。
亞洲電視本港台首播片頭曲─趙薇「有一個姑娘」，片尾曲 - 趙薇「不能和你分手」，片頭重新剪輯，并大量使用小燕子的片段。
可人傳播股份有限公司出品的台灣版DVD，採用中視首播版的片頭曲和片尾曲。(最清晰的版本，過場沒有被剪掉NTSC制式)
弘恩文化事業有限公司出品的台灣版DVD採用中視和東森重播版的片頭曲和片尾。(過場有被剪掉NTSC制式)
大陸電視台播放的版本以及出版的VCD，DVD採用中視首播的片頭曲和片尾曲。(NTSC制式)
中天娱乐台播放的版本，採用中視首播的片頭曲，中視及東森重播版的片尾曲。
- 第二部

片頭曲─趙薇「自從有了你」。
片尾曲1－趙薇「有一個姑娘」；片尾曲2－周杰、林心如「你是風兒我是沙」；片尾曲3－周杰、林心如「夢裡」；片尾曲4－趙薇「我們」（大結局的片尾曲,在台重播版和dvd中出現）。大陸電視台播放的版本以及出版的VCD，DVD只有片尾曲1和2。
亞洲電視本港台第1集到第9集片頭曲－趙薇「有一個姑娘」，第10集後一律採用原版片頭曲─趙薇「自從有了你」，片尾曲趙薇「有一個姑娘」（第二部第1集到第9集片頭曲與第一部一樣重新剪輯，并大量使用小燕子的片段，第10集後使用原版的片頭）。
台灣可人傳播有限公司出版的DVD採用台灣首播版片源。（最清晰的版本，片中過場沒有被剪掉 NTSC制式）
台灣弘恩文化事業有限公司出版的DVD採用台灣首播版片源。（片中過場有被剪掉 NTSC制式）
中國大陸出版的DVD和VCD採用大陸電視台上映版片源。（片中的過場沒有被刪掉 PAL制式）
- 第三部

片頭曲─古巨基「天上人間」；片頭曲2—片中主演合唱「只要有你」。
片尾曲1：自君別後；片尾曲2：奈何；片尾曲3：在這離別的時候；片尾曲4：問燕兒。
插曲1：天上人间会相逢；插曲2：山一程水一程；插曲3：重逢时刻；插曲4：最怕离别；插曲5：小桥流水；插曲6：西湖柳；插曲7：英雄出征。
台灣可人版的DVD為中文繁體可撤銷字幕版（最清晰的版本NTSC制式）。
台灣弘恩版的DVD為中文繁體不可撤銷字幕版(NTSC制式）。
香港出版的為國粵雙語加中文繁體和簡體字幕版（為最好的片源NTSC制式）。
中國大陸出版的VCD和DVD為中文簡體部著撤銷版本（PAL制式）。

### 電視劇歌曲

#### 第一部
| 曲序 | 曲目                       |              | 作曲           | 演唱                 | 备注 |
| ---- | -------------------------- | ------------ | -------------- | -------------------- | --- |
| 1.   | 《当》（片头曲）           | 瓊瑤         | 莊立帆         | 动力火车             | |
| 2.   | 《不能和你分手》           | 瓊瑤         | 吕祯晃、左宏元 | 赵薇                 | 港台重播版、台湾DVD版片头曲 |
| 3.   | 《雨蝶》（片尾曲）         | 琼瑶、许常德 | 张宇           | 李翊君               | |
| 4.   | 《有一个姑娘》             | 瓊瑤         | 李正帆         | 赵薇                 | 港台重播版、台湾DVD版片尾曲 |
| 5.   | 《山水迢迢》（插曲）       | 瓊瑤         | 徐景新         | 方琼                 | |
| 6.   | 《长相忆》（插曲）         | 瓊瑤         | 徐景新         | 方琼                 | |
| 7.   | 《今日天气好晴朗》（插曲） | 瓊瑤         | 徐景新         | 方琼、赵冬兰、刘明昌 | 曲目原名《天气好晴朗》，收录专辑时正式定名为《今日天气好晴朗》；有些地方也写作《今天天气好晴朗》。男女声二重唱：方琼、赵冬兰、刘明昌 |

#### 第二部
| 曲序 | 曲目                                   |        | 作曲   | 演唱         |
| ---- | -------------------------------------- | ------ | ------ | ------------ |
| 1.   | 《自从有了你》（片頭曲）               | 琼瑶   | 吕祯晃 | 趙薇         |
| 2.   | 《有一个姑娘》（第1～12集片尾曲）      | 琼瑶   | 李正帆 | 趙薇         |
| 3.   | 《梦里》（第40～47集片尾曲）           | 琼瑶   | 李正帆 | 周杰、林心如 |
| 4.   | 《你是风儿我是沙》（第13～39集片尾曲） | 琼瑶   | 吕祯晃 | 周杰、林心如 |
| 5.   | 《当》（插曲）                         | 琼瑶   | 庄立帆 | CUTIE        |
| 6.   | 《我们》（插曲+第48集片尾曲）          | 琼瑶   | Won    | 趙薇         |
| 7.   | 《真心不假》（插曲）                   | 涂惠元 | 张淳淳 |              |
| 8.   | 《不能和你分手》（插曲）               | 琼瑶   | 吕祯晃 |              |

#### 第三部
| 曲序 | 曲目                                       |      | 作曲   | 演唱                                     |
| ---- | ------------------------------------------ | ---- | ------ | ---------------------------------------- |
| 1.   | 《天上人间》（片头曲（第1～20集））        | 琼瑶 | 古巨基 | 古巨基                                   |
| 2.   | 《只要有你》（片头曲（第21～40集））       | 琼瑶 | 庄立帆 | 古巨基、黄奕、周杰、马伊琍、黄晓明、刘涛 |
| 3.   | 《自君别后》（片尾曲（第1～10集））        | 琼瑶 | 徐嘉良 | 陈思思                                   |
| 4.   | 《奈何》（片尾曲（第11～20集））           | 琼瑶 | 徐嘉良 | 刘盼                                     |
| 5.   | 《在这离别的时候》（片尾曲（第21～30集）） | 琼瑶 | 古巨基 | 古巨基                                   |
| 6.   | 《问燕儿》（片尾曲（第31～40集））         | 琼瑶 | 古巨基 | 古巨基                                   |
| 7.   | 《天上人间会相逢》（插曲）                 | 琼瑶 | 小坚   | 刘盼                                     |
| 8.   | 《山一程水一程》（插曲）                   | 琼瑶 | 项仲为 | 陈思思                                   |
| 9.   | 《重逢时刻》（插曲）                       | 琼瑶 | 小坚   | 刘盼                                     |
| 10.  | 《最怕离别》（插曲）                       | 琼瑶 | 项仲为 | 刘盼                                     |
| 11.  | 《小桥流水》（插曲）                       | 琼瑶 | 徐嘉良 | 陈思思                                   |
| 12.  | 《西湖柳》（插曲）                         | 琼瑶 | 李正帆 | 陈思思                                   |
| 13.  | 《英雄出征》（插曲）                       | 琼瑶 | 浩瀚   | 浩瀚                                     |

## 获得奖项
| 年份   | 评奖名称                         | 奖项           | 获奖者             | 结果 |
| ------ | -------------------------------- | -------------- | ------------------ | ---- |
| 1998年 | 台灣電視票房十大風雲人物         | 第三名         | 趙薇               | 獲獎 |
| 1999年 | 第十七届中國電視金鷹獎           | 最佳電視連續劇 | 《還珠格格》       | 獲獎 |
| 1999年 | 第十七届中國電視金鷹獎           | 最佳女主角     | 趙薇               | 獲獎 |
| 1999年 | 中國流行歌曲榜頒獎典禮           | 年度金曲       | 趙薇（有一個姑娘） | 獲獎 |
| 2000年 | 第二十二屆香港電臺十大中文金曲獎 | 優秀國語歌曲獎 | 趙薇（有一個姑娘） | 獲獎 |

## 影響与评价

### 第一、二部的影响
前两部《還珠格格》曾一度风靡於中国大陸、台湾及香港、蒙古、马来西亚、新加坡、南韓、越南甚至泰國等東亞國家和歐美的華人社區。

#### 高收视率和收视份额
电视剧《还珠格格》在台湾中视播出時非常受歡迎，反應熱烈，平均收視率達12.10%。其後，在中國大陸各地播出，几乎都创下超高收视率，當年收視率最高的劇集，首播平均收視率45%，單集最高平均收視率58%，更與1993年瓊瑤編寫的電視劇《梅花三弄》系列打敗《包青天》一樣打敗了華視的長篇電視劇《施公奇案》。
1999年，《还珠格格》第2部首播期间，在台湾，收視率平均13.68%。在中国大陆，全国平均收视率突破54%，最高65.95%，是当年收視率最高的電視劇。该剧收视率创造中国电视剧有数据统计后的收视纪录，此紀錄迄今為止二十幾年來未被打破。据1999年湖南电视台台长欧阳常林的论文指出，1999年7月，《还珠格格》第2部在湖南经济电视台播出，平均收視率52%，單集最高收視率達65%，创下开台以来节目收视新纪录。 在上海，1999年《还珠格格》播放期间的收视率达到了近年来的顶峰，超过30%，第二部的平均户收视率高达49.01%，是其他黄金时段电视剧的33.6倍。在广东地区，广东有线台影视频道在1999年播出《还珠格格》期间，第一部的平均收视率为5.6%，第二部则达到13.3%，是广东地区1999年年度最受欢迎的电视剧。

#### 海内外现象及热播
- 《还珠格格》首播期间，在中国只要是有文字和图片的印刷物，都在宣传《还珠格格》。《人民日报海外版》、《中国青年报》、《经济日报》、《北京青年报》、《羊城晚报》等全国和各省市大小报刊均拿出大幅版面，刊登《还珠格格》的宣传文章、图片。许多刊物争相用《还珠格格》剧照和剧中演员照片作封面吸引读者。就连从不涉足影视娱乐内容的一些专业性、行业性特强的报刊，如《计算机世界》、《金融时报》等，也用醒目版面报道《还》剧。[9]
- 在中国形成独特的“格格现象”。《还珠格格》轰动大东南北，全国刮起“格格旋风”。不管在哪个地方，只要一播出《还珠格格》，“格格”即成为当地最热门的话题。家家户户、男女老少都在议论“小燕子”、“紫薇”、“尔康”、“五阿哥”、“皇阿玛”，大街小巷，到处流行着《还》剧插曲、主题歌……在学校，《还珠格格》成了同学们谈论的中心话题，许多学生如痴如醉地搜集《还》剧的有关图片、报道资料，相互炫耀，交换浏览。以致老师不得不在课堂上下禁令：在教室里不准谈“格格”。[9]
- 2000年韓國以《皇帝的女兒》為題，引進第1部與第2部，并引發收視旋風[12]。曾经有中国记者问韩国人如何看待中国文化，时任韩国文化观光部副部长的裴钟信说：“韩国人民喜欢中国的古装电视剧，比如《还珠格格》。”同時也有传闻称，因為《還珠格格》創造的收視奇跡，引發韓國三大電視臺聯合封殺華語電視劇[13]。但經過媒體的實際查證，發現封殺華語電視劇一事乃編造的不實謠言，韓國一直有在持續播放華語節目。只是韓國針對外國節目設有廣電限制政策，並非只針對華語節目設限，韓國甚至有專門播放華語節目的電視頻道「中華TV」，禁止播放華語節目純屬言過其實[14]。
- 2003年中国电视连续剧《还珠格格》在越南播放后，主要演员赵薇和她饰演的“小燕子”在越南社会中一下子红了起来。在电视剧《还珠格格》播放期间，记者曾经在一家娱乐场所看到这样的情景：工作人员都停止了工作，专注地盯着大厅中的电视屏幕，脸上的表情随着剧情的发展不断变化着。记者的一位朋友在办公室与记者谈话时，突然看看表并向记者道歉，说《还珠格格》的播映时间到了，马上要赶回家去看电视，请记者原谅。[15]

#### 其它
- 美国电视剧《邪恶力量》第2季第6集中，一个角色打了一个公用电话。当把电话放在听筒上时，电话的背景墙上出现《还珠格格》的海报，海报上小燕子赵薇的身影十分清晰。[16]
- 根據護工回憶，中國現代大文豪巴金在晚年十分愛看《還珠格格》。[17]
- 2010年6月，本劇女主角趙薇去探病時，中國老牌百花影后張瑞芳表示自己才是趙薇的影迷，十分喜歡看《還珠格格》，看到她就開心。[18]
- 由浙江卫视所製作之真人實境秀節目《王牌對王牌》第五季第一集，本劇原班人馬包含導演孫樹培作客嘉賓。由趙薇擔任評審，該集於2020年2月27日播出[19]。

### 香港：亞視福星、無綫魔咒
1999年，亞洲電視持續積弱，無綫電視不斷助大。《還珠格格》為積弱亞洲電視帶來為時6個月的生機。當時亞洲電視高級副總裁徐小明主張買入《還珠格格》第一輯，亞視總顧問沈野與《還珠格格》原作者瓊瑤分屬好友，亞視取得《還珠格格》播映權，約8月，《還珠格格》第一輯最初逢星期一至五晚上8點半至9點半播放，初期收視節節上升，首周平均收視已達12點雙位數收視，對當時亞視黃金時段劇集擁有平均約7點慣性收視來說，可看出《還珠格格》具有一定殺傷力，數周後《還珠格格》平均收視已超過20點，於中期的平均收視，更高於無綫電視的自家製劇集包括平均收視低過20點的《非常保镳》等，亞視的《還珠格格》能夠將無綫黃金時段劇集平均收視拉低至十幾點，對當時無綫黃金時段劇集擁有至少平均30點慣性收視來說，可說是受到前所未見的打擊，亞視有見及此，乘勢將《還珠格格》加碼至逢星期一至五播放2小時《還珠格格》繼續重鋤無綫。由於《還珠格格》集數不少，而《還珠格格》第一輯播畢後，亞視隨即繼續接著播放《還珠格格》第二輯，因此對無綫造成至少兩個月並非短時間的打擊，逼使無綫數度變陣，當中無綫曾經每星期更改星期一至五黃時時段時間表，但仍未能收復失地，最終無綫緊急召回獎門人曾志偉把原本每星期播放一次的王牌自家製遊戲節目《獎門人》系列，加碼至星期一至五播放，以《驚天動地獎門人》迎戰，更以巨額獎金獎品吸引家庭觀眾玩遊戲，才能收復失地，收視終險勝亞視。即使如此，《還珠格格》已令無綫平日黃金時段流失約10點平均收視(約60萬位觀眾)，為時長達至少兩個月，為觀眾津津樂道。無綫後來以高價搶購《還珠格格》第三輯播放，但由於《還珠格格》第三輯主角大部分易人，因此收視非常之低，最終於2003年9月8日起改為逢星期一至五下午6點繼續播放，結果該時段的平均收視只有單位數，原作者瓊瑤聽到了這個消息以後，非常氣憤，斷言不會再賣電視劇給無線。因此有指《還珠格格》是無綫的魔咒：第一、二輯由亞視購入播放，收視罕有地力壓無綫；第三輯由無綫高價搶購，收視卻欠佳。

### 第3部的爭議
同樣在台灣收視率被媒體用“低得離譜”來形容。在中國大陆還不錯的收視也遠遠不及前兩部，黃奕更被指老成。

## 播映
《还珠格格》电视剧第一部最初在1998年4月在台湾中视首播，1998年秋季在大陆首播；第二部在1999年4月和6月分别在台湾和大陆首播，第三部在2003年7月首播。
从2006年开始每逢寒暑假，湖南卫视亦会安排白天剧场经典重温；2010年因青海卫视和湖南广播电视台联姻（2013年因政策问题解除合作），湖南卫视暂停播出还珠格格，2010年寒暑假移到青海卫视晚间剧场进行重温，2011年移回湖南卫视平台播出。从2015年起，因琼瑶著作版权遭侵权事件与湖南经视文化传播（现芒果影视）闹翻（参见宫锁连城#争议），湖南卫视暂停播出该剧，该剧同样亦在芒果TV下架（而在电视端则会隐约看到），目前仅PPTV（聚力）和优酷继续征得该剧播放权。事实上近几年该剧一直筹备高清转制，目前已经完工（在2017年6月湖南卫视广告时段当中的“还珠格格”手游广告当中隐约看到），只是因为琼瑶官司原因一直搁置。直至2018年寒假起恢复播出，将于2018年春节登陆湖南卫视日间剧场上映。
2021年寒假，湖南卫视跳过第一、二部而直接播出了第三部，可能与参演前两部的范冰冰卷入丑闻有关。8月26日，主演赵薇的作品包括本剧在内被各大平台下架，官方对此并未给出解释。因赵薇遭封杀，本剧很可能将不再在中国大陆重播。

## 新还珠格格 (2011年重拍版)
2009年，瓊瑤決定重拍《還珠格格》，導演是李平和丁仰國，消息一出即引發一片争议。此次翻拍將新劇定名為《還珠格格之燕兒翩翩飛》（第一部）、《還珠格格之風兒陣陣吹》（第二部）、《還珠格格之人兒何處歸》（第三部），主角啟用中國大陸新生代演員。
琼瑶透露，新《还珠格格》的创作一直以“快乐”为主题，并不在乎是否超越旧版。2010年8月5日，湖南卫视公布了新《还珠格格》的大量定妆照。
2011年7月13日，该剧在北京举行了发布会，宣布新版《还珠格格》将于2011年7月16日湖南卫视首播。播出后果然引發鋪天蓋地的批評聲，尤其集中在兩位女主角的演技和幼稚的對白上。新浪微博上一項名為《你喜歡看新還珠還是舊還珠》的投票中短時間內就引發近萬網友參與投票，其中96%把票投給了舊還珠，新還珠僅占4%，媒體評論“如果是以這樣的方式翻拍經典，實在讓人難以接受”。瓊瑤則回應稱，「不喜歡可以轉臺」。
播出后，大陸收視平淡，湖南卫视金鹰剧场收视率一般保底都在1.5以上。《新還珠》1.5左右的收视几乎可用“平淡”来形容。而台灣剛開始播放時收視吊車尾，0.7的收視率打破瓊瑤戲劇最低收視記錄，随后收視率稍有上升(8月26日 AGB尼爾森調查之收視率2.04)。9月8日，湖南卫视播出了新版的大结局，但争议依然在蔓延。琼瑶表示观众不能理解新还珠，令她很痛心，并感觉与观众有太大距离。而很多网友则表示结局无法令人接受，更无法想象原版中天真善良的小燕子新版中真真正正成为了社会俗称的小三，永琪成为了抛妻弃子不负责任的男人。

## 書籍
| 出版日期 | 書名                     | 作者 | 出版社 | ISBN               |
| -------- | ------------------------ | ---- | ------ | ------------------ |
| 1999年   | 《還珠格格全紀錄平裝本》 | 瓊瑤 | 皇冠   | ISBN 957-33-1648-X |
| 1999年   | 《還珠格格全紀錄精裝本》 | 瓊瑤 | 皇冠   | ISBN 957-33-1650-1 |

## 電視節目的變遷

### 台湾
首播
| 中視 星期一至五20:00 - 21:00       | 中視 星期一至五20:00 - 21:00                                                                         | 中視 星期一至五20:00 - 21:00     |
| ---------------------------------- | --- | -------------------------------- |
|                                    | 還珠格格（第一部） （1998.4.28 - 1998.5.29）                                                         |                                  |
| 苍天有泪 （1998.3.25 - 1998.4.27） | 世间父母 （1998.6.1 - 1998.9.1）                                                                     |                                  |
| 中視 星期一至五20:00 - 21:00       | |                                  |
| 待查                               | 還珠格格（第一部） （重播） （1999.3.18 - 1999.4.20） ↓ 還珠格格（第二部） （1999.4.21 - 1999.6.27） | 花木兰 （1999.6.28 - 1999.8.18） |
| 中視 星期一至五20:00               | |                                  |
| 待查                               | 還珠格格（第三部） （2003.7.7－2003.8）                                                              | 待查                             |

复播
| 東森娛樂台 星期一至五22:00～00:00                                                                                                   | 東森娛樂台 星期一至五22:00～00:00                 | 東森娛樂台 星期一至五22:00～00:00  |
| --- | ------------------------------------------------- | ---------------------------------- |
| | 還珠格格（第I、II、III部） （2007.7.2）           |                                    |
| 待查 | 待查                                              |                                    |
| 東森戲劇台 星期一至五22:00 |                                                   |                                    |
| 待查 | 還珠格格（第I、II部）（重播） （2008.4.28）       | 待查                               |
| 臺灣 中天娛樂台 星期一至五19:00 - 21:00 · (第I部從1/7起；120分/12集) · (第II部從1/23-2/01 120分/8集) · (02/04起 20點首播 60分/32集) |                                                   |                                    |
| 新上海灘2006年版 (2012.12.06 - 2013.01.04) （12/31因播出『臺中市2013就是要 這YOUNG 跨年晚會』暫停一次)                              | 還珠格格（第I、II部） （2013.01.07 - 2013.03.19） | 萬凰之王 (2013.03.20 - 2013.05.01) |
| 臺灣 中天娛樂台 星期一至五22:00 - 23:00                                                                                             |                                                   |                                    |
| 全民大笑花 (2012.04.01 - 2013.06.14)                                                                                                | 還珠格格 （2013.06.17 - ）                        | 待查                               |

### 香港
| 香港 亞洲電視 星期一至五20:00 - 21:45 | 香港 亞洲電視 星期一至五20:00 - 21:45 | 香港 亞洲電視 星期一至五20:00 - 21:45 |
| ------------------------------------- | ------------------------------------- | ------------------------------------- |
|                                       | 還珠格格（第一部） （1999.6.28 - ）   |                                       |
| 待查                                  | 待查                                  |                                       |
| 香港 亞洲電視 星期一至五20:00 - 21:45 |                                       |                                       |
| 待查                                  | 還珠格格（第二部） （1999.7.30 - ）   | 待查                                  |

### 中国大陆
首播
| 中国大陆 东南电视台 每晚20:00 - 21:45     | 中国大陆 东南电视台 每晚20:00 - 21:45          | 中国大陆 东南电视台 每晚20:00 - 21:45 |
| ----------------------------------------- | ---------------------------------------------- | ------------------------------------- |
|                                           | 還珠格格（第一部） （1999.7.5[a] - 1999.7.20） |                                       |
| 待查                                      | 老房有喜 （1999.7.21 - ）                      |                                       |
| 中国大陆 河南卫视 每晚20:00 - 21:45       |                                                |                                       |
| 待查                                      | 還珠格格（第一部） （1999.7.5[a] - 1999.7.20） | 待查                                  |
| 中国大陆 北京有线電視臺 每晚20:00 - 21:45 |                                                |                                       |
| 待查                                      | 還珠格格（第二部） （1999.6.27 - ）            | 待查                                  |

复播
| 中国大陆 湖南衛視 · 每日08:00 - 13:00   | 中国大陆 湖南衛視 · 每日08:00 - 13:00 | 中国大陆 湖南衛視 · 每日08:00 - 13:00 |
| --------------------------------------- | ------------------------------------- | ------------------------------------- |
|                                         | 還珠格格 （2013.09.18 - 待查）        |                                       |
| 薛平貴與王寶釧 (2013.09.06- 2013.09.17) | 新还珠格格[b] （播出时间待查）        |                                       |

独享修复版
| 中国大陆 湖南卫视 偶像独播剧场 · 每日08:00 - 14:00 | 中国大陆 湖南卫视 偶像独播剧场 · 每日08:00 - 14:00 | 中国大陆 湖南卫视 偶像独播剧场 · 每日08:00 - 14:00 |
| -------------------------------------------------- | -------------------------------------------------- | -------------------------------------------------- |
|                                                    | 還珠格格 （2018年2月3日－2018年3月1日）[b]         |                                                    |
| 锦绣未央 （2018年1月25日－2018年2月2日）           | 因为遇见你 （2018年3月2日－ ）                     |                                                    |

## 外部連結
- 瓊瑤系列-還珠格格1 - myTV SUPER （页面存档备份，存于）
- 《還珠格格III天上人間》
- 中文電影資料庫 - 還珠格格 (1997) （页面存档备份，存于）
- 中文電影資料庫 - 還珠格格第二部 (1999) （页面存档备份，存于）
- 中文電影資料庫 - 還珠格格 III 天上人間 (2003)  （页面存档备份，存于）